# Realdo Jessurun
Realdo Kenneth Jessurun (5 september 1969) is een Surinaams wielrenner die twee keer heeft deelgenomen aan de Olympische Spelen.
De eerste keer betrof dat de Olympische Zomerspelen van 1988 in Seoel (Zuid-Korea) waar hij de jongste was van de zes Surinaamse deelnemers. Bij de kwalificatie op de 4000 m achtervolging werd hij in de 9e ronde ingehaald. Verder nam hij deel aan de wegrace waar hij eindigde op de 64e plaats.
Vier jaar later nam hij deel aan de Olympische Zomerspelen van 1992 in Barcelona (Spanje). Bij de wegrace eindigde hij dit keer op de 145e plaats.
Jessurun is de eerste sporter die voor Suriname op een Olympische Spelen is uitgekomen als wielrenner.